# Sefer Yılmaz
Sefer Yılmaz (* 22. Januar 1969 in Bursa) ist ein ehemaliger türkischer Fußballspieler und heutiger Trainer.

## Spielerkarriere
Die Anfänge von Yılmaz’ Spielerkarriere sind weitestgehend undokumentiert. Als erste belegte Tätigkeit spielte er als Neunzehnjähriger in der Saison 1989/90 beim Zweitligisten Kocaelispor. Sein Pflichtspieldebüt für Kocaelispor gab er am 8. Februar 1989 in der Pokalbegegnung gegen Beşiktaş Istanbul. Die Saison beendete er mit seinem Verein als Tabellensiebter, wobei Yılmaz selbst in 12 Ligaspieleinsätzen zum Einsatz kam. In der Zweitligasaison etablierte sich Yılmaz als Stammspieler und Leistungsträger. So beendete er die Saison mit 28 Ligaeinsätzen, in denen er 10 Tore erzielte. Damit wurde er als defensiver Spieler mit großem Abstand der erfolgreichste Torschütze seiner Mannschaft. Diese erlebte eine schwierige Saison und sicherte sich erst am letzten Spieltag den Klassenerhalt. Die Saison 1990/91 spielte Yılmaz mit seinem Team lange Zeit um die Zweitligameisterschaft mit und beendete die Saison schließlich hinter Samsunspor als Vizemeister. Yılmaz beendete die Saison mit 22 Spieleinsätzen und sechs Toren. Am Ende der Spielzeit 1991/92 feierte er mit seiner Mannschaft die erhofften Meisterschaft und stieg damit in die 1. Lig auf. Yılmaz zählte mit 35 Pflichtspieleinsätzen zu den wichtigsten Leistungsträgern seiner Mannschaft. In dieser Saison sorgte Yılmaz auch im Türkischen Pokal für eine Überraschung. So erreichte die Mannschaft als Zweitligist das Halbfinale und schied hier gegen den Lokalrivalen und Erstligisten Bursaspor mit 0:1 aus. In die 1. Lig aufgestiegen avancierte Yılmaz’ Mannschaft zur Überraschungsmannschaft der Erstligasaison 1992/93. So eroberte die Mannschaft von Saisonbeginn an die Tabellenführung und wurde überraschend Herbstmeister. In der Rückrunde gelang es Kocaelispor nicht mehr, die gleiche Leistung wie in der Hinrunde abzurufen und verlor so die Tabellenführung. Dennoch beendete man die Spielzeit auf dem 4. Tabellenplatz und erreichte so die beste Platzierung der Vereinsgeschichte. Yılmaz spielte diese Spielzeit überwiegend in der Stammformationen. In der nächsten Spielzeit verlor zwar Yılmaz seinen Stammplatz, belegte aber mit seinem Verein Tabellenplätze im oberen Tabellendrittel.
Nachdem Yılmaz zuletzt bei Kocaelispor seinen Stammplatz verloren hatte, wechselte er im Sommer 1994 innerhalb der 1. Lig zum Hauptstadtverein Petrol Ofisi SK. Hier tat er sich schwer, sich als Stammspieler zu etablieren und beendete die Saison mit 15 Pflichtspieleinsätzen. Da sein Verein auch zum Saisonende den Klassenerhalt verfehlt hatte, spielte Yılmaz eine halbe Saison in der 2. Liga und wurde für die Rückrunde der Saison 1996/97 an den Erstligisten Eskişehirspor ausgeliehen.
Zum Sommer 1996 wechselte innerhalb der 2. Lig zu Sakaryaspor. Bei diesem Verein schaffte er es schnell zum Stammspieler und Leistungsträger. In seiner zweiten Saison für Sakaryaspor erreichte er mit seinem Verein zum Ende der regulären Ligaphase die Qualifikation für die Play-offs der Saison. In diesen Play-offs, in denen der letzte Aufsteiger per K.-o.-System ausgespielt wurde, erreichte Yılmaz’ Team das Finale. Im Play-off-Finale wurde Istanbul Büyükşehir Belediyespor mit 1:0 bezwungen und der Aufstieg in die 1. Lig erreicht. In die 1. Liga aufgestiegen verlor zwar Yılmaz seinen Stammplatz, wurde er in 24 Pflichtspielen, davon 19 Ligaspiele, eingesetzt. Nachdem sein Verein nach einer Saison wieder in die 2. Liga absteigen musste, ging Yılmaz mit seinem Verein in die 2. Lig. In dieser Liga wurde er bis zur Winterpause in nur einer Ligapartie eingesetzt und wurde für die Rückrunde an Diyarbakırspor ausgeliehen.
Yılmaz spielte bis zur Saison 2001/02 für Sakaryaspor und wechselte dann zum Ligarivalen Sivasspor. Bei diesem Verein spielte er eine Saison und setzt anschließend Karriere als Amateurfußballspieler fort.

## Trainerkarriere
Yılmaz begann ab 2004 als Cheftrainer zu arbeiten. Als erste Tätigkeit arbeitete er bei seinem früheren Verein Sivasspor als Co-Trainer und assistierte dabei İsmail Kartal. Diesem Cheftrainer folgte Yılmaz auch bei dessen nächsten Trainerstationen bei Mardinspor und Altay Izmir. Im November 2006 kehrte er zu Sivasspor zurück und arbeitete hier als Co-Trainer vom neueingestellten Cheftrainer Bülent Uygun. Mit diesem Trainer, mit dem er als Fußballspieler bei Kocaelispor lange Jahre zusammen gespielt hatte, arbeitete er bis zum Sommer 2013 zusammen und folgte dessen nachfolgenden Trainerstationen.
Im Sommer 2013 kehrte er erneut zu Sivasspor und begann dem Cheftrainer Roberto Carlos als Co-Trainer zu assistieren. Zur Saison 2014/15 übernahm İsmail Kartal bei Fenerbahçe Istanbul den Cheftrainerposten und ließ Yılmaz als seinen Co-Trainer verpflichtet.
Im Sommer 2015 übernahm Yılmaz den Zweitligisten Giresunspor und arbeitete damit zum ersten Mal selbst als Cheftrainer. Hier trat er im Oktober 2015 von seinem Amt zurück und wurde zwei Tage später von seinem Vorgänger Erkan Sözeri ersetzt.

## Erfolge
Mit Kocaelispor
- Meister der TFF 1. Lig und Aufstieg in die Süper Lig: 1991/92
- Tabellenvierter der Süper Lig: 1992/93

Mit Sakaryaspor
- Play-off-Sieger der TFF 1. Lig und Aufstieg in die Süper Lig: 1997/98